# واد بوعنان (بوعنان)
واد بوعنان هي إحدى مشيخات المملكة المغربية، تتبع جغرافيا لإقليم فكيك وإداريًا لبوعنان. يقدر عدد سكانها بـ 592 نسمة حسب الإحصاء الرسمي للسكان والسكنى لسنة 2004.